# Снігур Олександр Іванович
Олекса́ндр Іва́нович Снігу́р (нар. 30 січня 1973, с. Зведенівка, Вінницька область) — український військовик, старший прапорщик Збройних сил України, учасник російсько-української війни. Кавалер ордена «За мужність».
Брав участь у війні на сході України у складі 28-ї окремої механізованої бригади.

## Нагороди
За особисту мужність, сумлінне та бездоганне служіння Українському народові, зразкове виконання військового обов'язку відзначений — нагороджений
- орденом «За мужність» III ступеня (3.11.2015).